# Путевой дворец
Путевой дворец — здание для отдыха знатных особ во время длительной дороги. Путевые дворцы, сохранившиеся до наших дней, охраняются как памятники истории и архитектуры.

## Известные российские путевые дворцы

### Существующие путевые дворцы
- Путевой дворец в Коростыни[1];
- Путевой дворец Екатерины Великой в Крестцах Новгородской области (возведён в 1778—1783);
- Путевой дворец в Чаплыгине (Липецкая область) — сооружен в 1695 году на берегу Ягодной Рясы.
- Петровский путевой дворец в Москве;
- Путевой дворец в Великом Новгороде;
- Путевой дворец Петра I в Стрельне (Санкт-Петербург)[2];
- Чесменский дворец в Санкт-Петербурге;
- Путевой дворец в Твери;
- Путевой дворец в Торжке[3];
- Путевой дворец в Чугуеве (Харьковская губерния)[4];
- Путевой дворец в Городне, Конаковский район Тверской области (возведён в 1776).

### Не сохранившиеся путевые дворцы
- Среднерогатский путевой дворец в Санкт-Петербурге.
- Путевой дворец в Алексеевском Алексея Михайловича на Церковной горке в селе Алексеевском в Москве.
- Путевой дворец в Тайнинском — путевые дворцы Ивана Грозного[5], Алексея Михайловича и Елизаветы Петровны на Троицкой дороге в селе Тайнинское
- Путевой дворец в Братовщине — путевые дворцы Ивана Грозного, Михаила Фёдоровича (1623 г.), Анны Иоанновны (1731 г.) и Елизаветы Петровны на Троицкой дороге в селе Братовщина, царская резиденция в 1572
- Путевой дворец в Воздвиженском — путевые дворцы Ивана Грозного (1556 г.), Михаила Фёдоровича (1623 г.) и Анны Иоанновны (1730 г.) на Троицкой дороге в селе Воздвиженское